# Televisietoren van Kiev
De televisietoren van Kiev (Oekraïens: Київська телевежа; Kiejivska televescha of Телевізійна вежа; Televiziyna vezha) is een 385 m hoge stalen zendmast in Kiev (Oekraïne). Hij werd in 1973 van "van bovenaf" opgebouwd, zonder gebruik van kranen of helikopters. Alle elementen van de stalen toren, de hoogste stalen toren in de wereld, werden aan elkaar gelast. De toren wordt gebruikt voor het verzenden van televisie- en radiosignalen.
Op dinsdag 1 maart 2022 is de toren tijdelijk buiten gebruik geweest door een bombardement door Rusland.